# Экспериментальная авиация

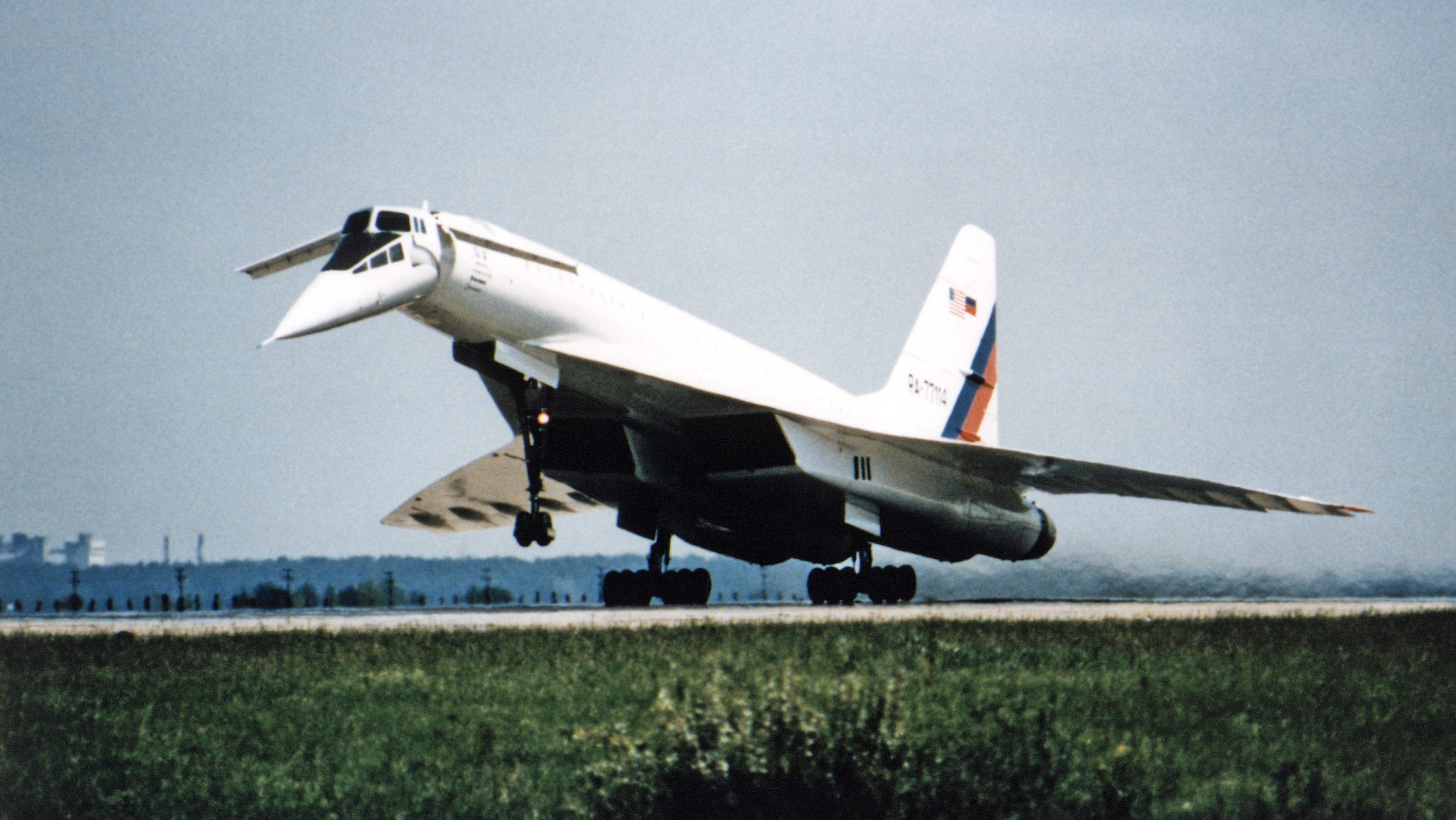
Летающая лаборатория Ту-144ЛЛ взлетает с аэродрома Лётно-исследовательского института имени М. М. Громова (Раменское)

Эксперимента́льная авиа́ция — авиация, используемая для проведения опытно-конструкторских, экспериментальных, научно-исследовательских работ, испытаний авиационной техники и других видов техники, а также для обеспечения лётных исследований и испытаний.
Воздушные суда экспериментальной авиации (часто называются также экспериментальными воздушными судами — ЭВС) это воздушные суда, поставленные на государственный учёт в экспериментальной авиации России и используемые для проведения указанных выше работ, исследований и испытаний. ЭВС подразделяются на:
- опытные образцы вновь созданных или модифицированных воздушных судов;
- летающие лаборатории;
- вновь изготовленные в серийном производстве воздушные суда до момента начала их эксплуатации в одном из видов авиации;
- вспомогательные ЭВС, используемые для транспортного и иного обеспечения деятельности в области экспериментальной авиации[2].

В России экспериментальная авиация находится в ведении уполномоченного на то федерального органа исполнительной власти (Министерство промышленности и торговли Российской Федерации). 
В СССР понятие экспериментальной авиации не применялось, но авиация, решающая аналогичные задачи, существовала и находилась в ведении Министерства авиационной промышленности, Министерства общего машиностроения, Министерства среднего машиностроения и Министерства радиопромышленности СССР.